# Hoplolatilus starcki
Espèce
Hoplolatilus starcki, communément nommé Malacanthe à tête mauve, est une espèce de poisson osseux de petite taille appartenant à la famille des Malacanthidae, natif de la partie centrale du bassin Indo-Pacifique. 